# Sergent-major

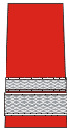
Însemnul de sergent-major în Armata Română.

Sergent-major este un grad militar de subofițer superior sergentului și inferior plutonierului.
Ca însemn al epoleților, în Armata Română, este reprezentat printr-un galon de 16 mm și unul de 10 mm.